# Kri

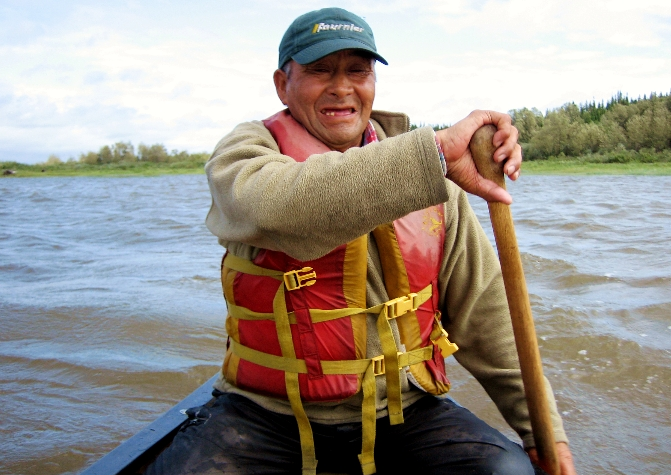
Indianin Cree z północnego Quebecu

Kri (fr. Cri, ang. Cree – nazwa pochodzi z jęz. francuskiego – Kristinaux, sami Kri nazywali siebie Kenistonoag) – jedna z najliczniejszych grup etnicznych Indian kanadyjskich, zamieszkująca także północną część USA, posługująca się językiem kri.
Kri dzielą się tradycyjnie na kilka podstawowych grup, różniących się dialektem oraz zajmowanymi obszarami: Kri Lasów (Cree Woods), Kri Równin (Plains Cree), Kri Północnowschodnich (Northern East Cree), Kri Północnozachodnich (Northern West Cree), Kri Łosiów (Moose Cree), Kri Bagien (Swampy Cree).

## Historia
W wyniku ekspansji w XVII i XVIII wieku zajęli rozległe tereny między Zatoką Hudsona a Wielkim Jeziorem Niewolniczym. Przyczyną tej ekspansji był handel skórami i dostęp do broni palnej. Prowadzili liczne wojny z Czarnymi Stopami i Dakotami. Wielkie epidemie ospy zawleczonej przez Europejczyków zdziesiątkowały populację Kri.
W 1869 część Kri wzięła udział w powstaniu Metysów w Manitobie (nad rzeką Red River) pod wodzą Louisa Riela.

## Współczesność
Obecnie Cree żyją m.in. w rezerwatach w stanie Montana (USA), a także w prowincjach Quebec, Manitoba i Ontario (Kanada).
W Kanadzie żyje 80 tysięcy Cree (2001, za Statistic Canada). W Quebecu posiadają daleko posuniętą autonomię terytorialną. W USA, Według danych U.S. Census Bureau, podczas spisu powszechnego w 2000 roku 2488 obywateli USA zadeklarowało, że jest pochodzenia Cree, zaś 7734 oświadczyło, że ma pochodzenie wyłącznie lub między innymi Cree. Ponadto 5531 osób zadeklarowało, że pochodzi ze spokrewnionej grupy Rocky Boy Chippewa Cree, zaś 7104 oświadczyło, że ma pochodzenie wyłącznie lub między innymi Rocky Boy Chippewa Cree.